# Châtelaillon-Plage
Châtelaillon-Plage is een gemeente in het Franse departement Charente-Maritime (regio Nieuw-Aquitanië). De plaats maakt deel uit van het arrondissement La Rochelle. Châtelaillon-Plage telde op 1 januari 2022 6.440 inwoners. In de gemeente ligt spoorwegstation Châtelaillon.
De gemeente ligt ten zuiden van La Rochelle en is een badplaats met drie kilometer aan zandstranden en veel gebouwen uit de belle époque.

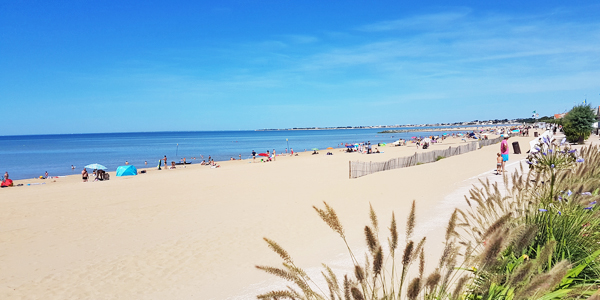
Strand
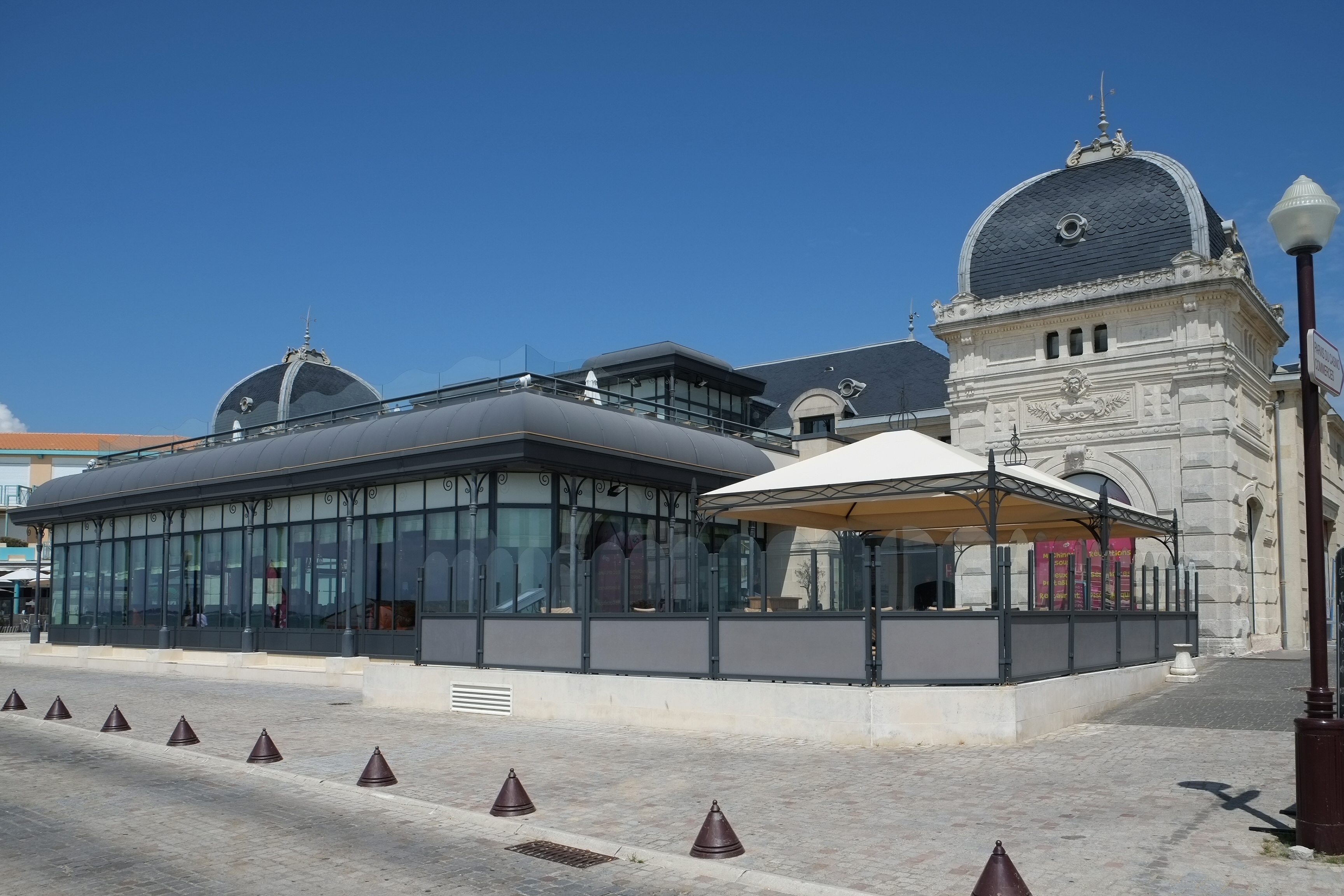
Casino
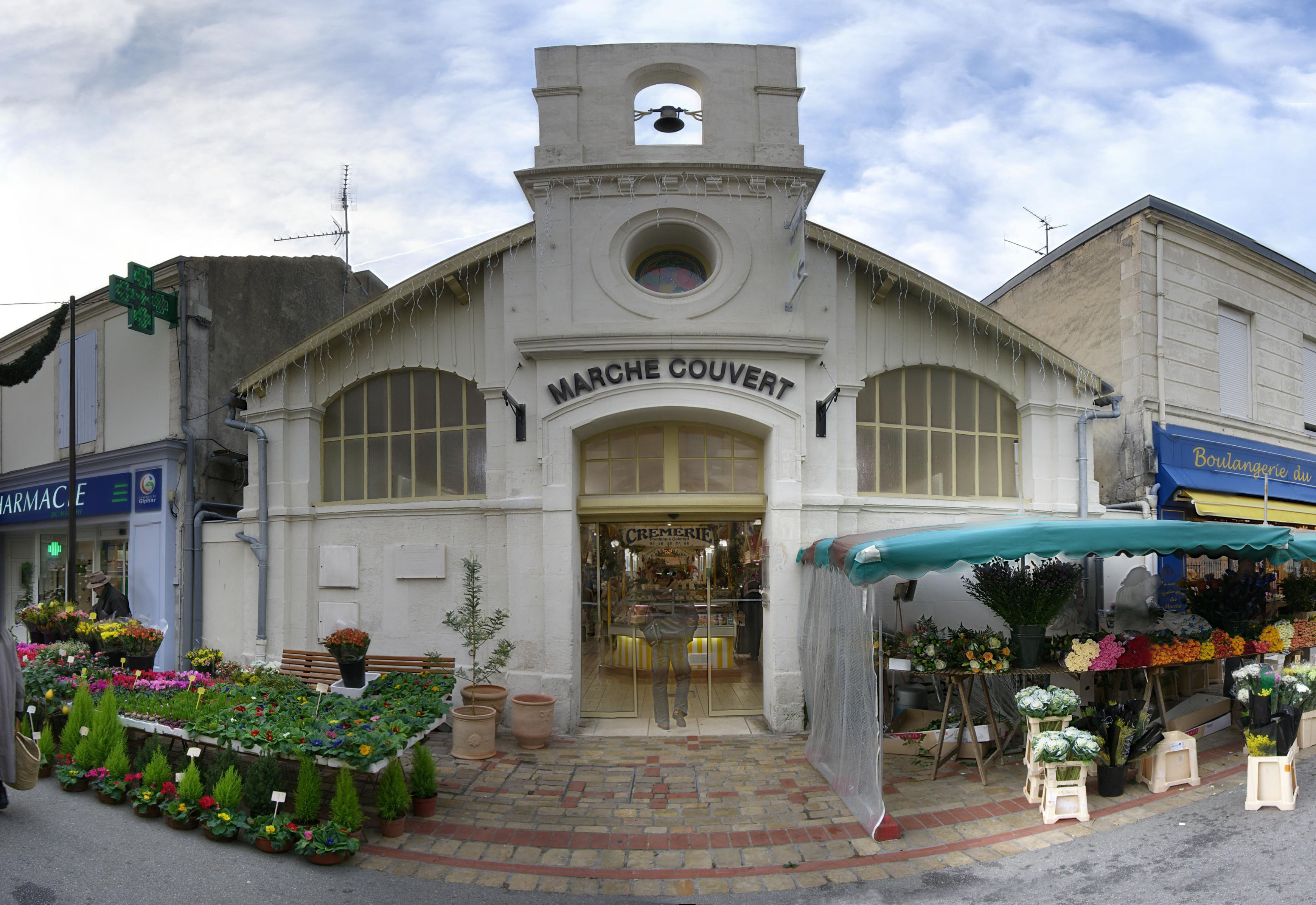
Markthal
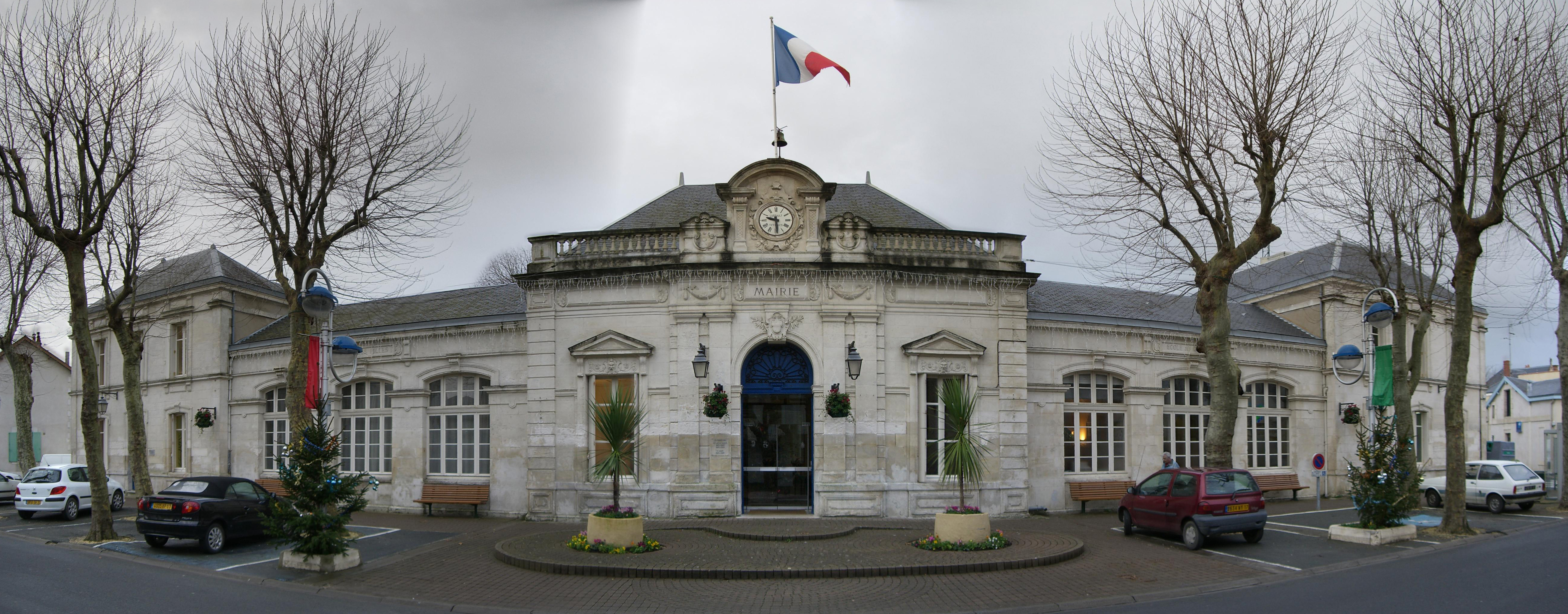
Gemeentehuis

## Geschiedenis

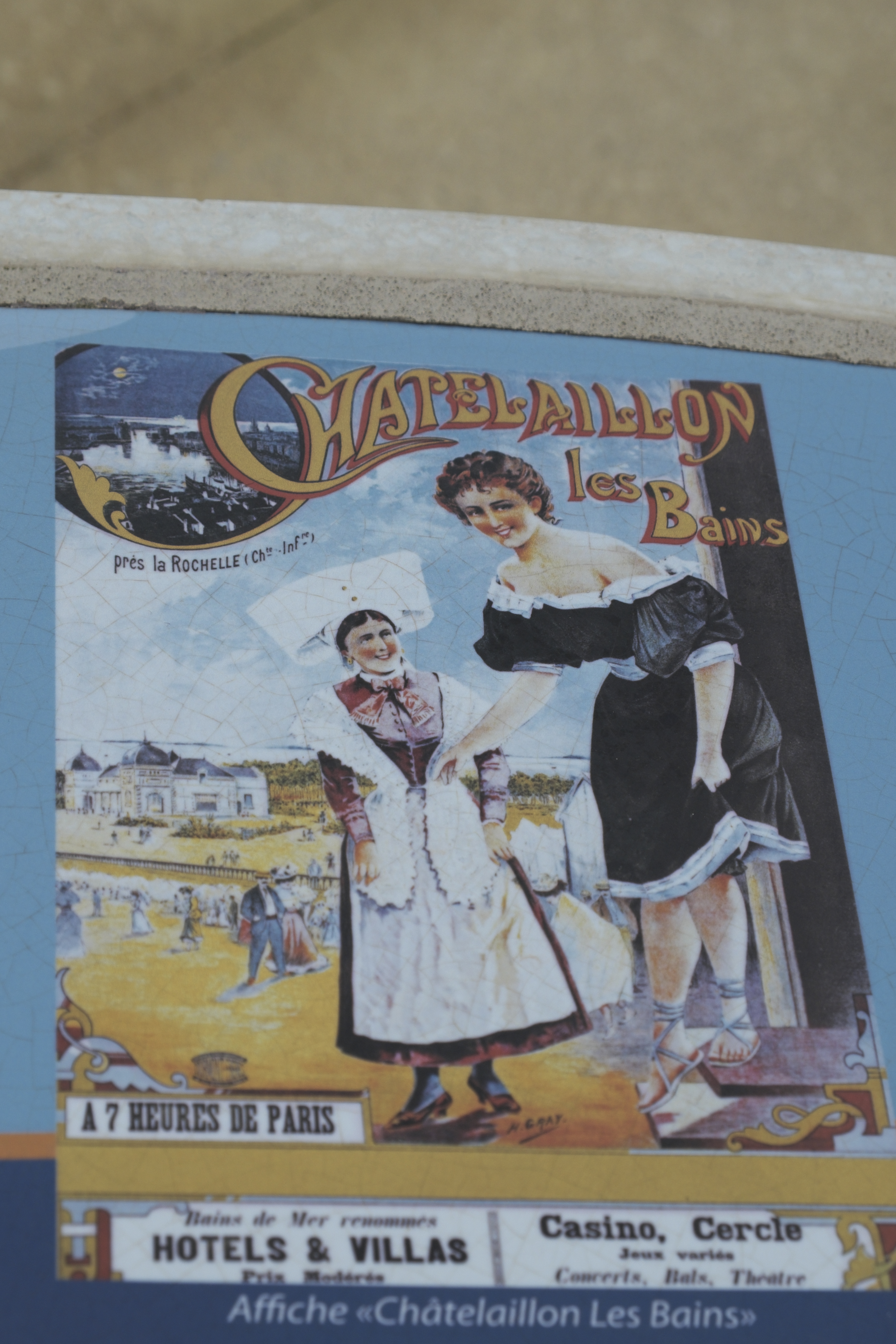
Oude affiche voor "Châtelaillon-les-Bains"

De plaats ontstond in de vroege middeleeuwen onder de Merovingen. Onder de Karolingen werd Châtelaillon versterkt tegen mogelijke aanvallen van de Vikingen. Châtelaillon was de eerste hoofdstad van het historisch graafschap Aunis en was tot de 11e eeuw belangrijker dan La Rochelle. In 1130 verwoestte Willem X van Aquitanië de versterkingen van Châtelaillon, waarna La Rochelle de positie van leidende stad overnam. De versterkte stad lag op een hoogte boven de kust en door erosie van de kliffen ging het grootste deel van deze stad verloren.
Aan het einde van de 19e eeuw herleefde Châtelaillon dankzij het kusttoerisme. In 1893 werd het spoorwegstation geopend en kwam er een casino. De kuststrook werd opgekocht en verkaveld om er villa's te bouwen. Tijdens de Tweede Wereldoorlog werd het casino grotendeels verwoest maar daarna naar de originele plannen weer opgebouwd. In de loop van de 20e eeuw verdween een deel van de zandstranden door erosie, maar vanaf de jaren 1990 werden de stranden hersteld door zand uit zee op te spuiten.

## Geografie
De oppervlakte van Châtelaillon-Plage bedroeg op 1 januari 2022 6,59 vierkante kilometer; de bevolkingsdichtheid was toen 977,2 inwoners per km².
De onderstaande kaart toont de ligging van Châtelaillon-Plage met de belangrijkste infrastructuur en aangrenzende gemeenten.

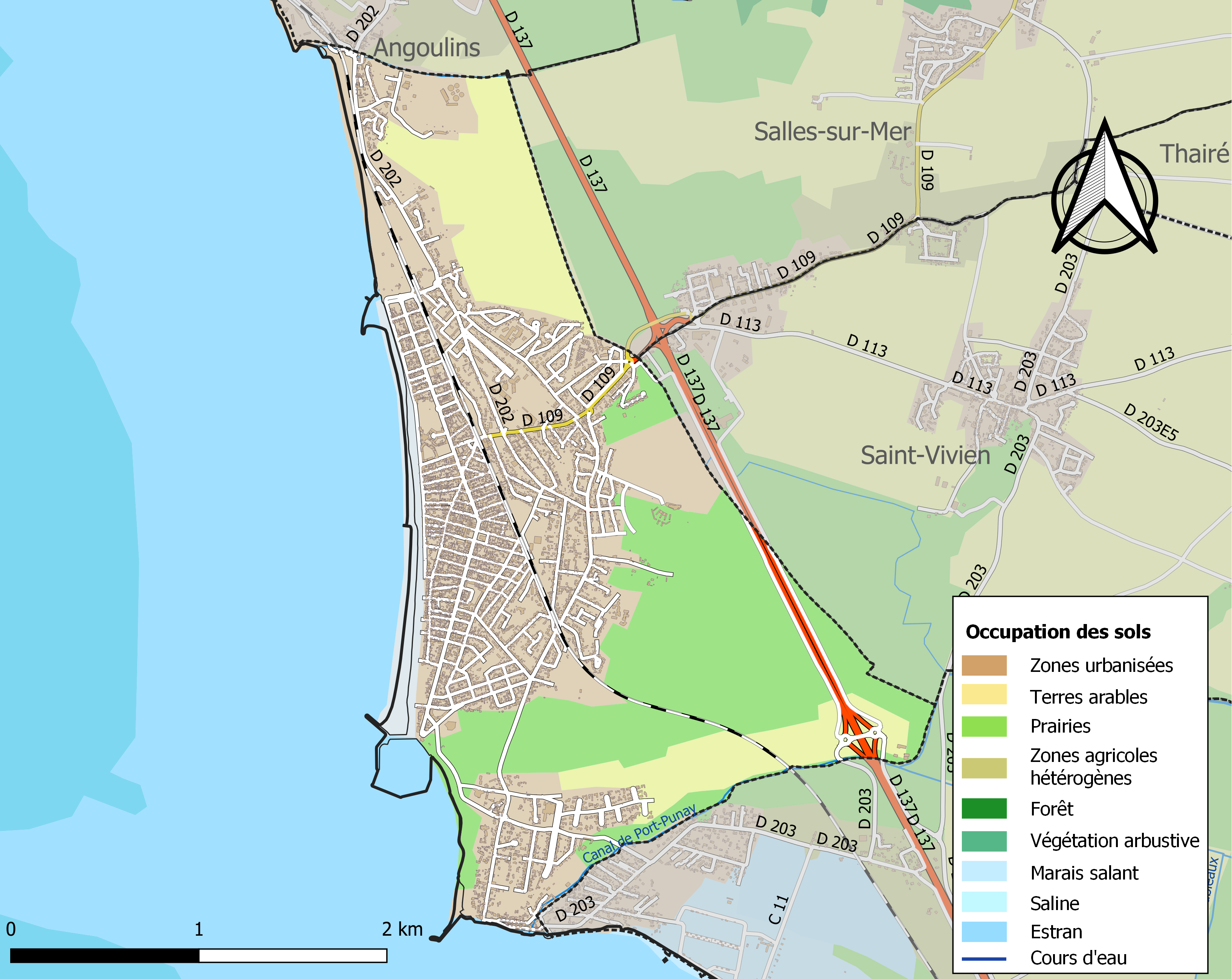

## Demografie
Onderstaande figuur toont het verloop van het inwonertal (bron: INSEE-tellingen).

## Sport
Châtelaillon-Plage was op 9 september 2020 startplaats van de elfde etappe van wielerkoers Ronde van Frankrijk naar Poitiers. Deze etappe werd gewonnen door de Australiër Caleb Ewan.